# Próspero García
Próspero García (San Miguel de Tucumán, 18 de septiembre de 1826-San Miguel de Tucumán, 14 de abril de 1894) fue un político argentino, elegido gobernador de la provincia de Tucumán.

## Biografía
Hijo del doctor Domingo García y de Fortunata García. Se graduó de abogado en Buenos Aires en 1852.
En 1858 volvió a Tucumán para ocupar el ministerio general del gobierno del doctor Marcos Paz, con lo que asoció su nombre a esa progresista administración. Amigo de Bartolomé Mitre, en 1860-1861 fue diputado por Tucumán en el Congreso de la Confederación, y se mostró acérrimo opositor a la política del presidente Santiago Derqui. Volvió a tener una banca en 1862-1863, y otra vez en 1878, pero destituido por sus pares en 1880, cuando se negó a incorporarse a las sesiones del Congreso de Belgrano. Desempeñó el ministerio de Gobierno en las administraciones tucumanas de José María del Campo y de Benjamín Villafañe, que transcurrieron entre agitaciones políticas y guerreras. Fue también fiscal y asesor de Gobierno. Desde 1863 hasta 1869, fue el primer juez federal de Santiago del Estero.
Retirado de la vida pública en 1880, pero al caer la presidencia de Miguel Juárez Celman, en 1890, fue elegido gobernador de Tucumán. Durante su mandato, trató de conciliar, sin éxito, las fracciones políticas en pugna. En 1893, la Unión Cívica Radical se alzó en armas en la provincia de Buenos Aires, así como en Santa Fe, San Luis y Tucumán. Desde la gobernación pudo controlar la situación con el piquete provincial, hasta que el regimiento 11 de línea se plegó a los rebeldes. Fue destituido y puesto en prisión. Lo liberó finalmente la expedición militar del general Francisco Bosch.